# Nowe
Nowe  (udtale: [ˈnɔvɛ] tysk: Neuenburg in Westpreußen), er en by i det nordlige, centrale Polen, i voivodskabet Kujawsko-pomorskie og har 5.579(2021) indbyggere, og et areal på 3,57 km². Den er en del af powiat (amt) Świecie .

## Geografi
Nowe ligger cirka 75 kilometer nordøst for Bydgoszcz og 80 kilometer syd for Gdańsk ved floden Wisła, i den historiske region Gdańsk Pommern.